# Jean Grémion
 (novembre 2012).
Si vous disposez d'ouvrages ou d'articles de référence ou si vous connaissez des sites web de qualité traitant du thème abordé ici, merci de compléter l'article en donnant les références utiles à sa vérifiabilité et en les liant à la section « Notes et références ».
Jean Grémion, né le 6 mai 1942 à Montmorot (Jura) et mort le 4 août 2019 à Paris, est un acteur, metteur en scène et dramaturge français.

## Biographie
Jean Grémion enseigne la philosophie de 1963 à 1970 au lycée Carnot de Dijon. Cofondateur du Théâtre du Double, avec Patrick Guinand, collaborateur de Jack Lang et de Lew Bogdan, au Festival mondial de théâtre de Nancy, il crée l'International Visual Theatre, en 1976, avec un artiste sourd américain, Alfredo Corrado, dont il devient le premier président. Il exerce le métier de journaliste dans le groupe Hachette Filipacchi Médias, un temps celui de directeur du magazine Lui, puis directeur général d'Internews Europe. Il réalise plusieurs documentaires pour la télévision.
Il était aussi un ardent promoteur de la langue des signes.

### Vie privée
Jean Grémion a eu une fille, Shan, et un fils, Yang, avec Wang Ping.

## Théâtre
- 1959 : Médée de Jean Anouilh
- 1971 : Les Gammés de Patrick Guinand : le Führer
- Écrit et met en scène La Mort de l'ange (Festival Mondial du Théâtre de Nancy, 1973, Paris et Province)
- Fondateur du Théâtre de l'Ange (1974). Écrit Alarme
- Met en scène La Leçon d'anatomie (Cardiff Laboratory for Theatrical Research, Londres, 1974)
- Dirige un stage de six semaines à Nancy, au Cuiferd. Émission TV À propos du corps.
- Administrateur du Robert Anton Théâtre (Festival d’Automne, 1976)
- Coordinateur du Festival international du jeune théâtre (TNT, Baltimore États-Unis, 1978)
- Coordinateur de L'Opéra de quat'sous, mise en scène de Hans Peter Cloos, Bouffes du Nord, Paris
- Fonde et anime le Centre socio-culturel des Sourds (Vincennes, 1978)
- Workshop au Nairopa Institute, Boulder, Colorado, États-Unis (1979, 1980)

## Filmographie

### Cinéma

#### Acteur
- 1969 : 5 conseils judicieux pour garder votre femme de Jean-Claude Morin
- 1969 : 5 conseils judicieux pour garder votre mari de Jean-Claude Morin
- 1964 : Le Maudit  de Michel Paqueton

### Télévision

#### Réalisateur
- 1966 : Les Gitans
- 1993 : La Citadelle du silence
- 1993 : Le Théâtre planétaire
- 2000 : Le Festival mondial de Nancy
- 2001 : Femmes chinoises
- 2001 : Une famille chinoise
- 2002 : Hangzhou

## Journalisme
- Dirige les pages culturelles de la revue Profil (1969)
- Nombreux articles et enquêtes dans Elle, Femme, Paris Match, Femme actuelle, Femme d'aujourd'hui, Vital, Playboy, Lui, etc. (1981-1986)
- Nombreux reportages aux États-Unis, Japon, Brésil, Australie, Thaïlande, Corée du Sud, Chine, etc. (1981-1986)
- Directeur de la rédaction de Lui, Hachette - Filipacchi (1988-1989)
- Rédacteur en chef de La Lettre H, Groupe Hachette (1990)

## Publications
- La Planète des sourds, éd. Sylvie Messinger, 1990. Réédition Presses Pocket, 1991
- (en) Deaf Planet, éd. Infinity Publishing House, 2002
- Destins de femmes. 12 vies d'exception, éd. Le Pré aux clercs, 2000
- La création d'IVT, éd. IVT, 2016